# بيت دفيد
بيت دفيد (בית דוד) رابع حي يهودي يتأسس خارج أسوار القدس في عام 1873.
تأسس بيت دفيد كملجأ لليهود على قطعة أرض تبرعت بها إحدى الكليات الدينية. وقد سُمي على اسم ديفيد رايس. يشير الاسم أيضًا إلى بيت دفيد التاريخي والكتاب المعروف باسم بيت دفيد، وهو أطروحة عن الشريعة اليهودية كتبها جوزيف بن داوود في القرن الثامن عشر. ولأن بيت دفيد كان بعيدًا عن مركز الكليات الدينية في البلدة القديمة، فقد احتوى على كنيس و10 شقق لضمان وجود مينيان (نصاب عشرة رجال يهود بالغين لإقامة الواجبات الدينية).
سكنه إبراهيم إسحاق كوك أول حاخام رئيسي أشكينازي في فلسطين، في الطابق الثاني من المبنى، الذي أضيف في عام 1922. أصبح منزل الحاخام كوك الآن متحفًا لحياة الحاخام كوك.[4] كان متحف المزامير، الذي يقع في الطابق الأرضي لسنوات عديدة، يضم لوحات موشيه تسفي هاليفي بيرجر، وهو عالم قبالي ورسام. طُرد بيرجر في عام 2014 لإفساح المجال لمدرسة دينية.